# Gossip (álbum)
Gossip é o quinto álbum de estúdio da banda de rock americana Sleeping with Sirens, lançado em 22 de setembro de 2017 pela Warner Bros Records.
O single "Legends" foi tema da seleção estaduniense nos Jogos Olímpicos de Inverno de 2018. O videoclipe do mesmo single foi feito com vídeos enviados pelos fãs.

## Faixas
| N.º            | Título             | Duração |  |
| 1.             | "Gossip"           | 3:16    |  |
| 2.             | "Empire to Ashes"  | 3:17    |  |
| 3.             | "Legends"          | 3:43    |  |
| 4.             | "Trouble"          | 3:18    |  |
| 5.             | "One Man Army"     | 3:19    |  |
| 6.             | "Cheers"           | 2:48    |  |
| 7.             | "Closer"           | 3:36    |  |
| 8.             | "Hole in My Heart" | 3:38    |  |
| 9.             | "I Need To Know"   | 4:15    |  |
| 10.            | "The Chase"        | 2:59    |  |
| 11.            | "War"              | 3:52    |  |
| Duração total: | Duração total:     | 37:17   |  |

| Faixas bônus da edição deluxe |                  |         |  |
| N.º                           | Título           | Duração |  |
| 1.                            | "Broken Mirrors" | 3:14    |  |
| 2.                            | "My Life"        | 3:04    |  |
| Duração total:                | Duração total:   | 43:32   |  |

## Ficha técnica

### Sleeping with Sirens
- Kellin Quinn – vocal principal, teclado
- Nick Martin – guitarra rítmica, vocais de apoio
- Jack Fowler – guitarra solo, programação
- Justin Hills – baixo, vocais de apoio
- Gabe Barham – bateria, percussão

### Produção
- David Bendeth[5]